# Johann Friedrich Westrumb

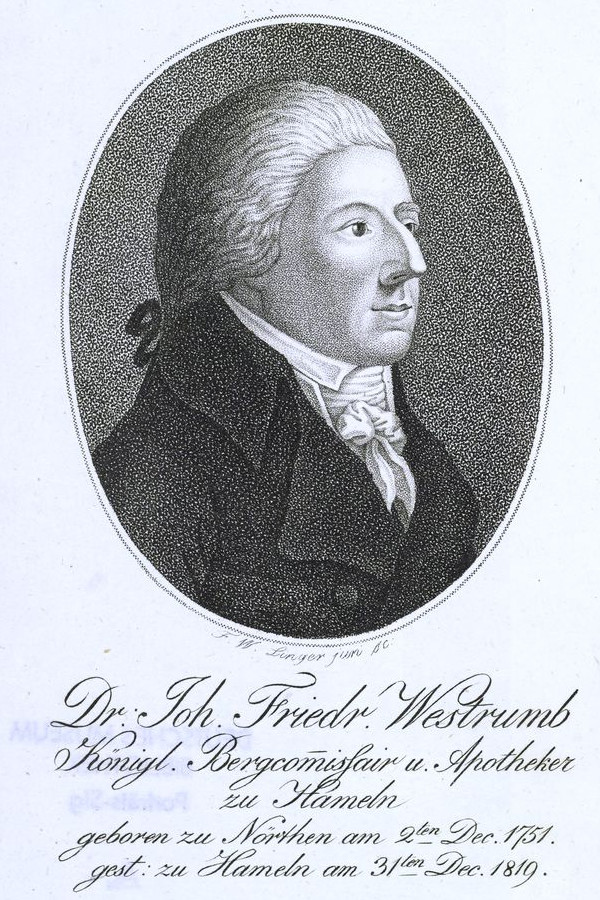
Undatierter Portraitstich

Johann Friedrich Westrumb (* 2. Dezember 1751 in Nörten bei Göttingen; † 31. Dezember 1819 in Hameln) war ein deutscher Apotheker.

## Leben
Sein Vater war Oberchirurg im Kurhannöverschen Dragonerregiment Estorf. Nach dem frühen Tod seiner Mutter, einer geborenen Hantelmann, wurde er von ihrem Bruder, dem Pastor in Dannenberg, erzogen und unterrichtet. Er zeigte früh eine Neigung für Pharmazie, und sein Vater sandte ihn in die Lehre zur Hofapotheke in Hannover bei Brande. Unterstützung fand er auch bei Klaproth (der ab 1766 Gehilfe an der Hofapotheke war) und beim Botaniker Erhardt († 1795), den er als seinen einzigen Freund ansah. Nach seiner Lehre verbrachte er mehrere Jahre als Apotheker-Gehilfe, unter anderem in Frankfurt (Oder), bis er die Leitung der Apotheke seines Lehrherren übernahm.
Nachdem er sich hier bewährt hatte, verpachtete die Regierung ihm ab 1. Oktober 1779 auf Lebenszeit die beträchtliche, 1611 gegründete Raths-Apotheke in Hameln, die sich seinerzeit noch im mittleren Teil des Hochzeitshauses befand.
Aus seiner Ehe, die er 1780 einging, entsprangen acht Kinder. Einer seiner Söhne, August Heinrich Ludwig Westrumb (* 1798) wurde 1837 Hofmedicus und Landphysikus im Stiftsgericht Loccum und 1843 Medizinalrat in Wunstorf (Werke: De phaenomenis, quae ad vias sic dictas lotii clandestinas demonstrandas referuntur; Göttingen, 1819; De helminthibus acanthocephalis, Hannover, 1824; Über die Einsaugungskraft der Venen, 1825).
In Hameln wählte man ihn zum Senator. Am 3. Mai 1790 veranlasste er mit Beihilfe des Ratsschultheißen Lüder und der Pastoren Gumbrecht und Evers die Gründung einer Neuen Töchterschule, die allerdings infolge der wirtschaftlichen Notlage im Jahre 1812 wieder schließen musste.
Die Regierung von Hannover, die sich seiner häufig für Untersuchungen und Kommissionen bediente, hatte ihn vor 1795 zum Bergkommissar ernannt.
Er befasste sich auch mit Fragen der Chemie, war Schriftleiter des Journals für Pharmazie und brachte zahlreiche Veröffentlichungen in Crelle’s Annalen und Trommsdorf’s Journal hervor.
Er verbesserte die Mineralwasser-Analyse-Methoden von Joseph Priestley und Tobern Olof Bergmann und untersuchte die Brunnen in Pyrmont, Meinberg, Verden, Rehburg und Eilsen. Er analysierte auch die Sole von Lüneburg und Pyrmont. Im Lüneburger Fossil entdeckte er die Boraxsäure, die später Boracit genannt wurde.
Um 1803 (vierzehn Jahre nachdem Luigi Galvani die elektrische Wirkung an Froschschenkeln beobachtet hatte) war Friedrich Heinrich Basse sein Gehilfe, der die Patienten mit Galvanischen Versuchen heilte, und in dieser Zeit die elektrische Leitfähigkeit des Erdbodens entdeckte. Weitere Schüler waren Johann August Carl Sievers, Schröder (später in Hannover), Heukenkamp (in Magdeburg) und Backhauß (in Lüneburg). Er lehrte Natron mit verschiedenen Methoden aus Kochsalz darzustellen. Er führte auch die Herstellung guter Gläser mit Hilfe des Kochsalzes und Glaubersalzes in Fabriken ein. Im Alter entwickelte er eine Abneigung gegen das antiphlogistische System.
Sein Nachfolger in der Raths-Apotheke wurde Friedrich Wilhelm Sertürner, dessen Sohn Viktor 1864 damit an den heutigen Standort umzog.

## Ehrungen
1788 wurde er zum korrespondierenden Mitglied der Göttinger Akademie der Wissenschaften und 1793 zum Mitglied der Deutschen Akademie der Naturforscher Leopoldina gewählt.

## Sonstiges
Ihm zu Ehren wurde von Diel die Birnensorte "Die Westrumb" benannt.

## Schriften
- Kleine physikalisch-chemische Abhandlungen; 6 Bände, 1785–1800
- Geschichte der neu entdeckten Metallisirung der einfachen Erdarten; 1791
- Bemerkungen und Vorschläge für Branntweinbrenner; 1793, 3. Aufl. 1803
- Handbuch für die ersten Anfänger der Apothekerkunst. - Hannover : Hahn, 1795. Bände 1, 2, 3, 4. Digitalisierte Ausgabe der Universitäts- und Landesbibliothek Düsseldorf
- Handbuch der Apothekerkunst; 1795–98
- Bemerkungen und Vorschläge für Bleicher; 1800
- Kleine Schriften physikalisch-chemisch-technischen Inhalts; 1805
- Beschreibung der Gesundbrunnen und der Schwefelbäder zu Eilsen in der Grafschaft Schaumburg : mit Kupfern. Helwing, Hannover 1805. (Digitalisat)
- Beschreibung einer sehr vortheilhaften Essigfabrik; 1818
- Malzdarre; 1818
- Ueber Glasbereitung; 1818
- Ueber daß Bleichen mit Säuren; 1819

- Bemerkungen und Vorschläge für Fruchtbranntweinbrenner; 1821
- Ueber Veredlung des gemeinen Kornbrantweins; 1821